# Pons Neronianus
De Pons Neronianus (Nederlands:Brug van Nero) was een brug over de Tiber in het Oude Rome.
De brug werd in opdracht van keizer Nero over de Tiber gebouwd, om het westelijke deel van de Campus Martius met de Campus Vaticanus te verbinden. Hier lagen de tuinen van de keizerlijke familie en stond het Circus van Nero aan de Via Cornelia. Ten noorden van de Pons Neronianus begon de Via Triumphalis en de brug werd daarom ook wel Pons Triumphalis genoemd. 

In 402 werd bij de brug de Boog van Arcadius, Honorius en Theodosius gebouwd.
In de 15e eeuw stond de Pons Neronianus nog gedeeltelijk overeind en wilde Paus Julius II hem laten restaureren, maar in de eeuwen daarna is de brug geheel verdwenen. In 1886 werd op vrijwel dezelfde plaats de huidige Ponte Vittorio Emanuele II gebouwd. Bij laag water zijn in de rivier de restanten van een pijler van de oude brug nog te zien.